# Szics–1M
Szics–1M (ukránul: Січ-1M; bagoly): az első ukrán földmegfigyelő műhold.

## Jellemzői
A Celina–2 műholdplatformot felhasználva hozták létre az Okean földmegfigyelő műholdat, valamint ezen alapul a Szics–1M műhold is. Radar képei egyedülálló módon mutatta a Föld felszínét.

## Küldetés
A műholdat a Jangel nevét viselő Állami Tervező Iroda tervezte,  a dnyipropetrovszki Juzsnoje Állami Vállalat gyártotta és a Dniprocosmos üzemeltette. Társműholdja a Mikron (ukrán) mikroműhold.
Megnevezései: Okean–O1 9 (Океан-О1 9); COSPAR: 2004-052A; SATCAT kódja: 28505.
2004. december 24-én a Pleszeck űrrepülőtérről, az LC32–2 (LC–Launch Complex) jelű indítóállványról egy Ciklon–3801 hordozórakétával állították alacsony Föld körüli pályára (LEO = Low-Earth Orbit). Az orbitális pályája 98,13 perces, 82,57° hajlásszögű, a geocentrikus pálya perigeuma 283 kilométer, az apogeuma 648 km volt.
Az űreszköz az "Option" nemzetközi program keretében tanulmányozta az ionoszférát. Az első nemzetközi kutatási program, amit ukrán szakemberek végeztek. Cél a Föld mágneses mezőjének vizsgálata, az ionoszféra és magnetoszféra tanulmányozása. A mért adatok összehasonlítása érdekében a francia mikroműhold, a Demetr is azonos feladatot látott el. A módszer teljesen új lehetőségeket teremtett a kutatási eredmények megbízhatósága érdekében. Több mint 1000 földi állomás vett részt a programban.

### Option program
- videófelvételek készítése (MSU–EU) az ionoszféra felső rétegeiről, a Föld felületéről,
- mikrohullámú radarképek (RFA) az ionoszféra felső rétegeiről, a Föld felületéről,
- optikai- és mikrohullámú szkenner (MTVZA s) alkalmazása a jelek átalakítására, földi vevőállomásokra juttatása érdekében,
- meteorológiai információk szolgáltatása optikai- és radar (RTVK–M) üzemmódokban,

Tömege 2223 kilogramm. Szolgálati idejét 3 évre tervezték, de alacsonyabb pályára állt, ezért szolgálatát előbb befejezte. Telemetriai berendezése modernebb képátalakítót kapott. Adatáramlását antennák segítségével biztosította. Folyamatos követésének elősegítésére felszerelték a NAVSTAR navigációs berendezéssel. Az űreszközhöz napelemeket rögzítettek, éjszakai (földárnyék) energia ellátását újratölthető kémiai akkumulátorok biztosították. Hajtóanyaga és mikrofúvókái segítségével segítette a stabilitást és a pályaelemek tartását.

### Nemzeti program
- feladata elősegíteni a gazdasági (földtani szerkezet), katasztrófavédelmi, mezőgazdasági (belvíz, hóállapot, jég), halászati tevékenységet,
- az ionoszféra és magnetoszféra tanulmányozását,
- egyszerre végez optikai, infravörös és mikrohullámú (továbbfejlesztett radar) méréseket,

2006. április 15-én 477 nap után belépett a légkörbe és megsemmisült.